# Nowy Widok
Nowy Widok (prononciation [ˈnɔvɨ ˈvidɔk]) est un village de la gmina de Kobiele Wielkie, du powiat de Radomsko, dans la voïvodie de Łódź, situé dans le centre de la Pologne.
Il se situe à environ 5 kilomètres (km) à l'est de Kobiele Wielkie (siège de la gmina), 18 kilomètres à l'est de Radomsko (siège du powiat) et 87 kilomètres au sud de la capitale régionale Łódź (capitale de la voïvodie).
Sa population s'élevait approximativement à 80 habitants en 2006.

## Administration
De 1975 à 1998, le village était attaché administrativement à l'ancienne voïvodie de Piotrków.

Depuis 1999, il fait partie de la nouvelle voïvodie de Łódź.